# Mantisatta trucidans
Mantisatta trucidans är en spindelart som beskrevs av Warburton 1900. Mantisatta trucidans ingår i släktet Mantisatta och familjen hoppspindlar. Inga underarter finns listade i Catalogue of Life.